# Уря (блюдо)
Уря́ — башкирское национальное блюдо.
Уря готовится из мяса (конского, птица, говядина), которое варится нарезанное кусками. Добавляется пшено, морковь, лук, соль, специи.
Готовый суп подают с кусочками мяса и зеленью.
Уря относится к первым суповым блюдам. Возможно изготовление блюда с грибами, рыбой. Подаётся с катыком.
Уря с курицей варится при слабом кипении с удалением пены. При этом курица предварительно режется на кусочки по 25 грамм. Варится также с пшеном и специями.

## Интересные факты
Супы, к которым относится и уря — любимые блюда башкир. По мусульманской традиции они должны быть густыми и сытными. Горячий наваристый суп — это самая распространённая пища, которой насыщаются люди после трудового дня в Башкирии. 
Супы обильно посыпают свежей зеленью, используют пряности, в том числе перец красный, чёрный, белый и душистый, тмин, шафран, гвоздику, корицу, лавровый лист, имбирь, мускатный орех.